# Giulio Sarti
Giulio Sarti (Milano, 16 maggio 1798 – Milano, 25 novembre 1866) è stato un ingegnere italiano. Specializzato nella allora nascente ingegneria ferroviaria e idraulica, è noto per avere, fra le altre cose, progettato la prima linea ferroviaria fra Milano e Monza con le relative stazioni (1840) e l'Acquedotto Nicolay di Genova (1853). Fu inoltre attivo nell'ingegneria edile, nella navigazione a vapore sui laghi lombardi e nel settore agrario nel quale si interessò di coltivazione dei bachi da seta.